# Groupement blindé de gendarmerie mobile
Le Groupement blindé de gendarmerie mobile (GBGM), est implanté à Versailles-Satory. Depuis le 1er janvier 2020, il est commandé par un général de brigade. 
Basé à proximité de Paris, il constitue une réserve gouvernementale prévue pour les situations de crise où les forces classiques de maintien de l'ordre se révéleraient insuffisantes, mais le recours à l’armée excessif.
Il est particulièrement chargé de garantir la sécurité et la liberté d’action des organes gouvernementaux majeurs mais, au quotidien, il participe pleinement à toutes les missions habituelles de la gendarmerie mobile et ses unités sont régulièrement engagées sur l'ensemble du territoire métropolitain, en Corse, dans les DOM-COM ainsi que dans les opérations extérieures (OPEX).
Le GBGM dispose des moyens et de l'expertise nécessaires à l'engagement sur des opérations majeures de maintien et de rétablissement de l'ordre ou lors d'événements exceptionnels.
Il a pour devise : Parfois brutal, toujours loyal.

## Missions

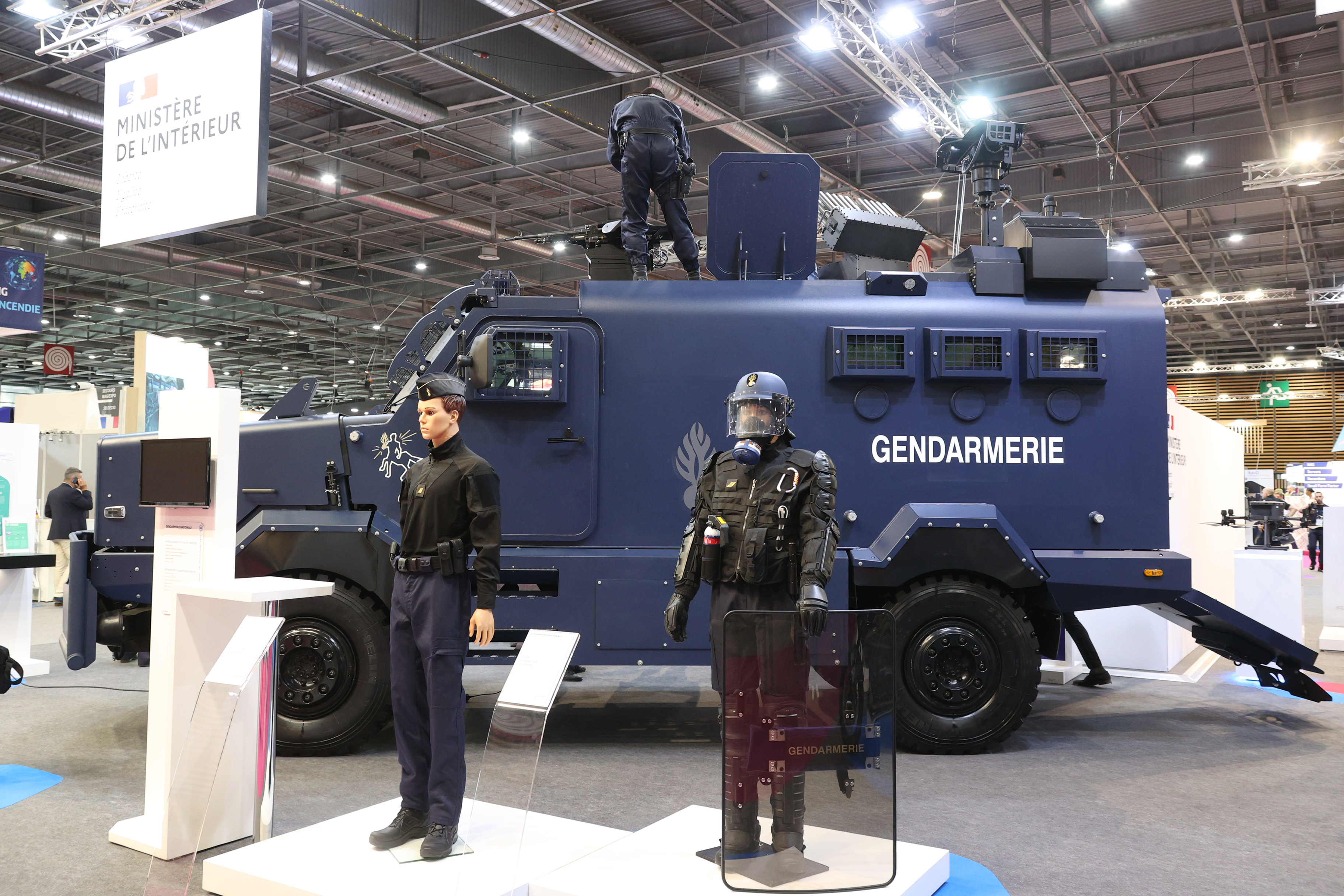
VIPG Centaure présenté en 2022

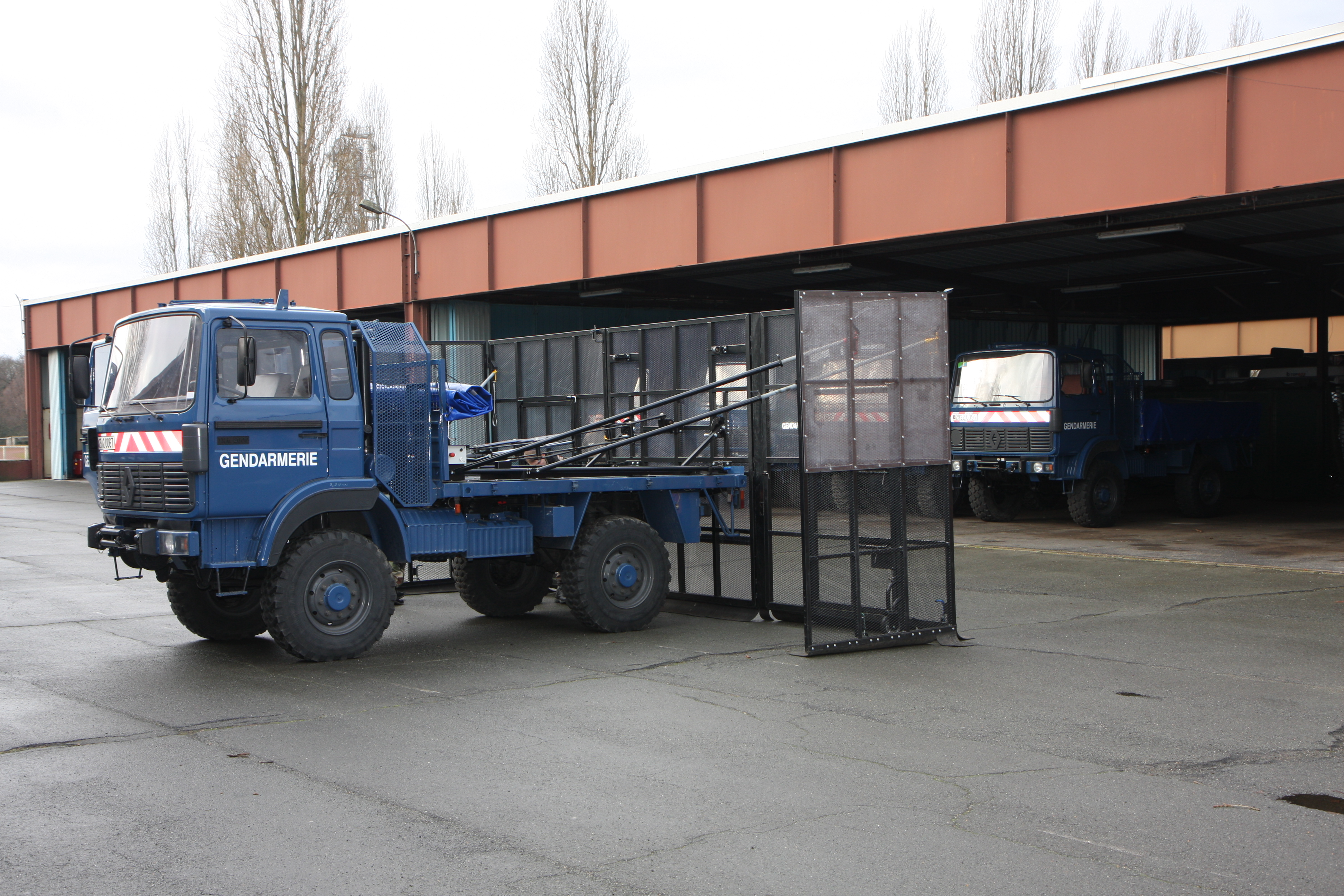
Système de barrage mobile DRAP.

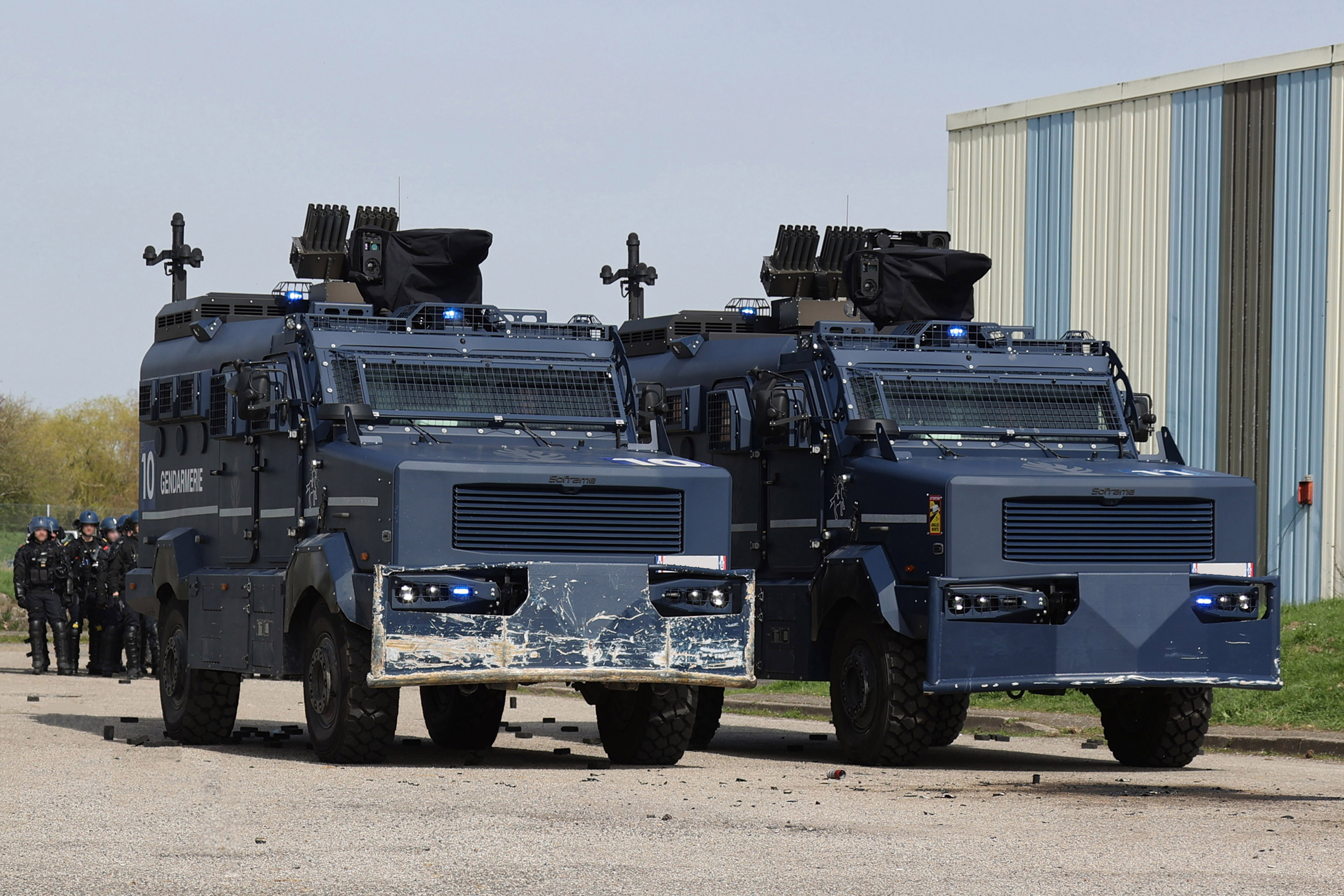
VIPG Centaure lors d'une présentation

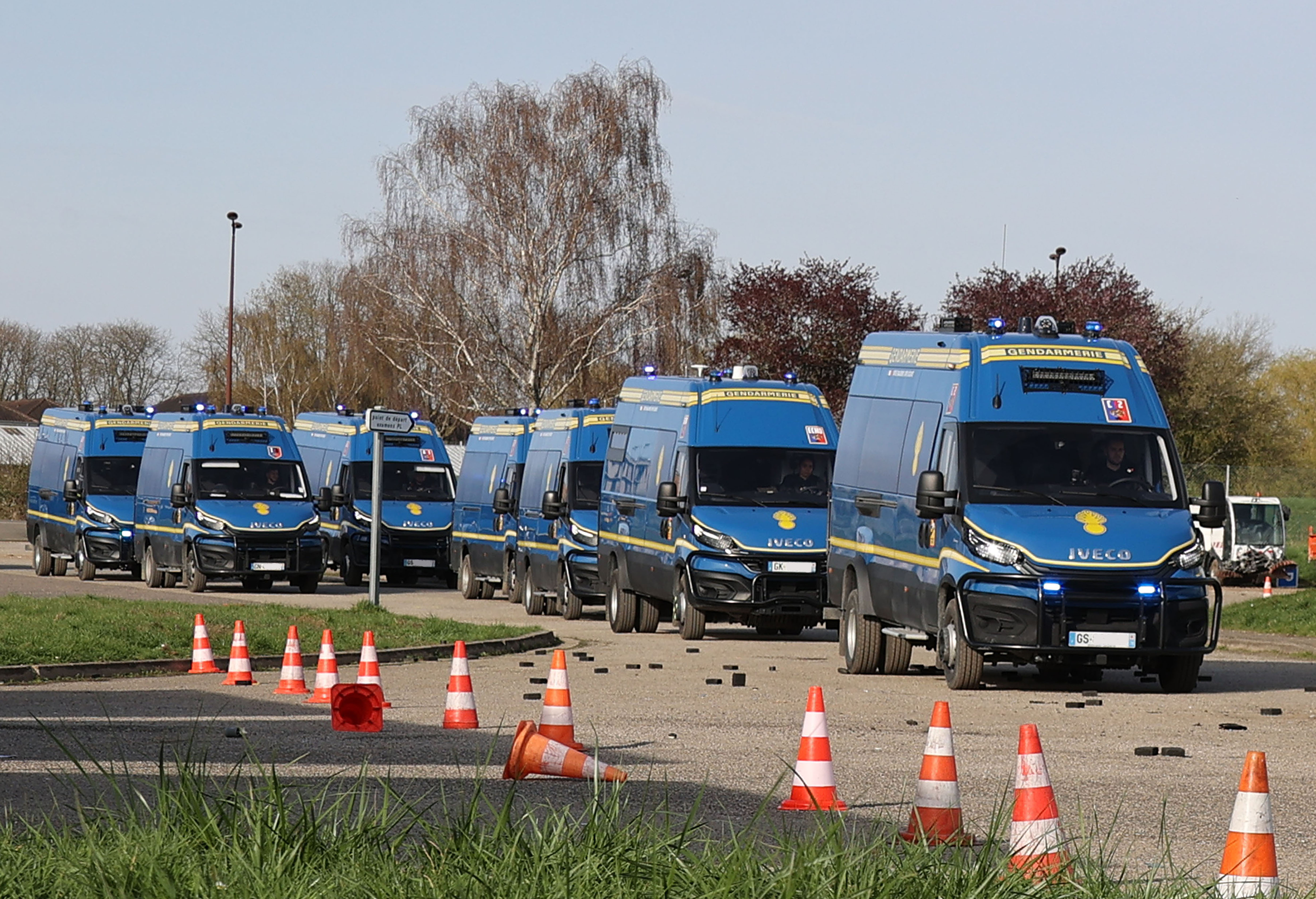
Véhicules d'un escadron du groupement

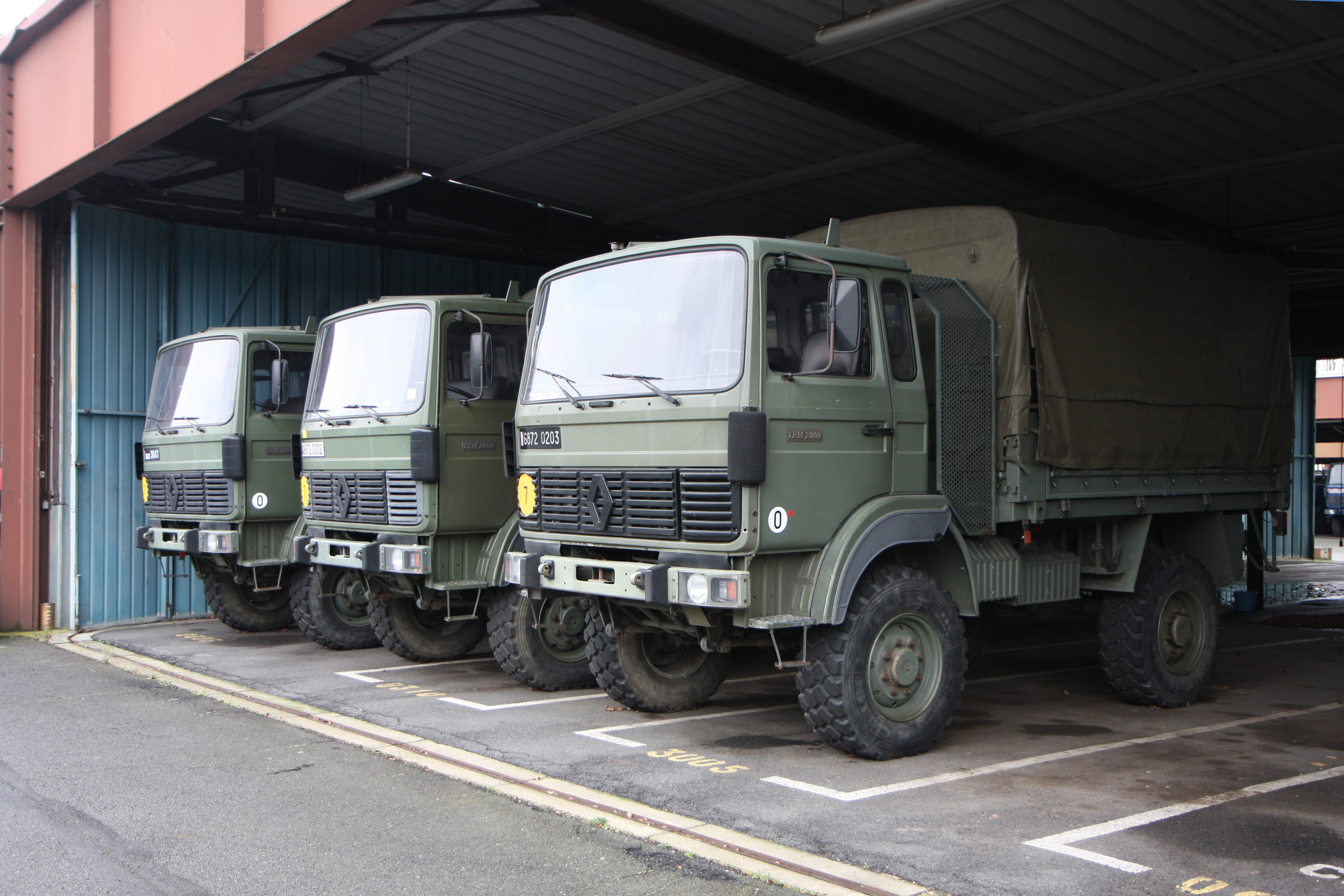
TRM-2000.

Le GBGM remplit trois types de missions :
- missions classiques d'un groupement de gendarmerie mobile : maintien de l'ordre, sécurité publique, formation et missions militaires ;
- missions assurées par certains groupements au niveau des régions de gendarmerie : mise à disposition de matériels spécialisés comme les systèmes DRAP (Dispositif de retenue autonome du public) ;
- missions nationales :
  - mise en œuvre des véhicules blindés de la gendarmerie,
  - formation, conseil et intervention dans le domaine NRBC (Nucléaire, Radiologique, Bactériologique et Chimique), de façon autonome ou en accompagnement des autres moyens NRBC de la gendarmerie. Un des escadrons du groupement maintient une posture d'alerte NRBC en permanence,
  - mise en œuvre de moyens vidéos spécialisés pour les missions de maintien de l'ordre ou de sécurité publique,
  - intervention dans certaines situations particulières de maintien de l'ordre (manifestants retranchés ou entravés, etc.).

Par ailleurs, le commandant et l'état-major du GBGM sont régulièrement sollicités pour organiser et assurer les services d'ordre de grande ampleur lors d'événements majeurs.

## Organisation
Placé sous les ordres du commandant de la région de Gendarmerie d'Île-de-France (RGIF), le commandant le GBGM dispose : 
- d'un état-major ;
- d'un escadron de soutien ;
- d'une « section des appuis opérationnels » comprenant :
  - la cellule nationale nucléaire-radiologique-biologique-chimique (NRBC),
  - la cellule nationale d'observation et d'exploitation d'imagerie légale (CNOEIL),
  - la cellule nationale d'aide à la mobilité (CNAMO) ;
- de sept escadrons de gendarmerie mobile[5] (EGM) dotés de VIPG Centaure et de véhicules blindés à roue de la gendarmerie VBRG. Ces escadrons sont qualifiés NRBC :
  - EGM 11/1 ;
  - EGM 12/1 ;
  - EGM 13/1 ;
  - EGM 14/1 ;
  - EGM 16/1 ;
  - EGM 17/1 ;
  - EGM 18/1.

## Moyens
Implanté au quartier Moncey, le GBGM  rassemble un effectif d’un millier de personnels militaires ou civils.
Il met en œuvre : 
- les équipements d’un groupement classique de gendarmerie mobile : véhicules Irisbus, Renault B110, Peugeot P4, Renault Premium, etc. ;
- les équipements gérés habituellement au niveau d’une région de gendarmerie (véhicules DRAP, camions type TRM 2000, etc.) ;
- les véhicules blindés ainsi que leurs moyens de transport (véhicules porte-engins, etc.). Les personnels du GBGM apportent leur support au parc de blindés déployé en Corse et  outre-mer :
  - véhicules blindés à roues de la gendarmerie (VBRG),
  - véhicules de l'avant blindé (VAB) acquis auprès de l'armée de Terre,
  - VIPG Centaure, remplaçant du VBRG ;
- des véhicules spécialisés - opérationnels (Renault Master avec système OEIL) ou en cours d’évaluation.

L’entretien de ces véhicules est réalisé par le centre de soutien automobile de la gendarmerie (CSAG) de Satory.

Maintien et rétablissement de l'ordre
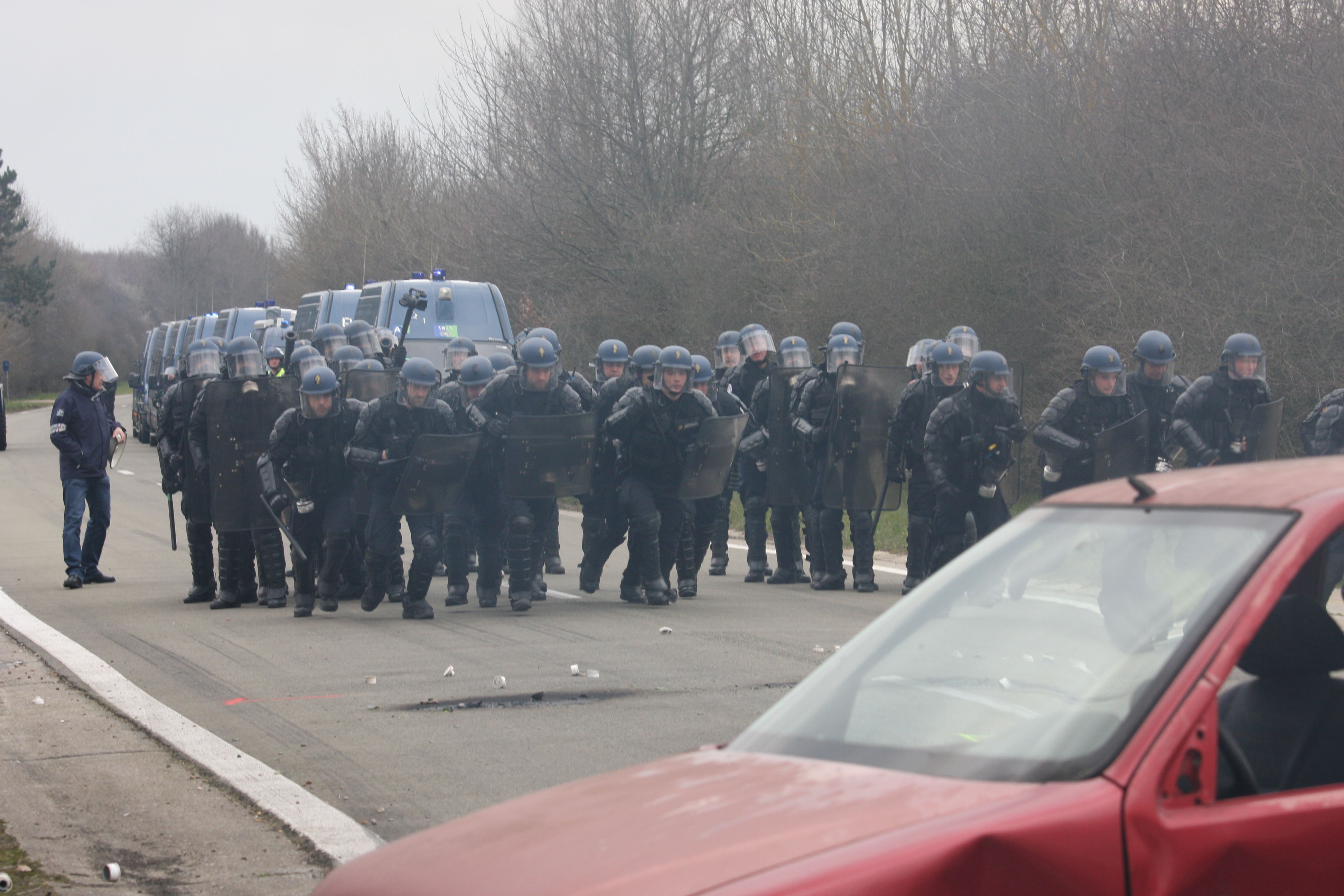
Peloton d'intervention : démonstration de maintien de l'ordre.
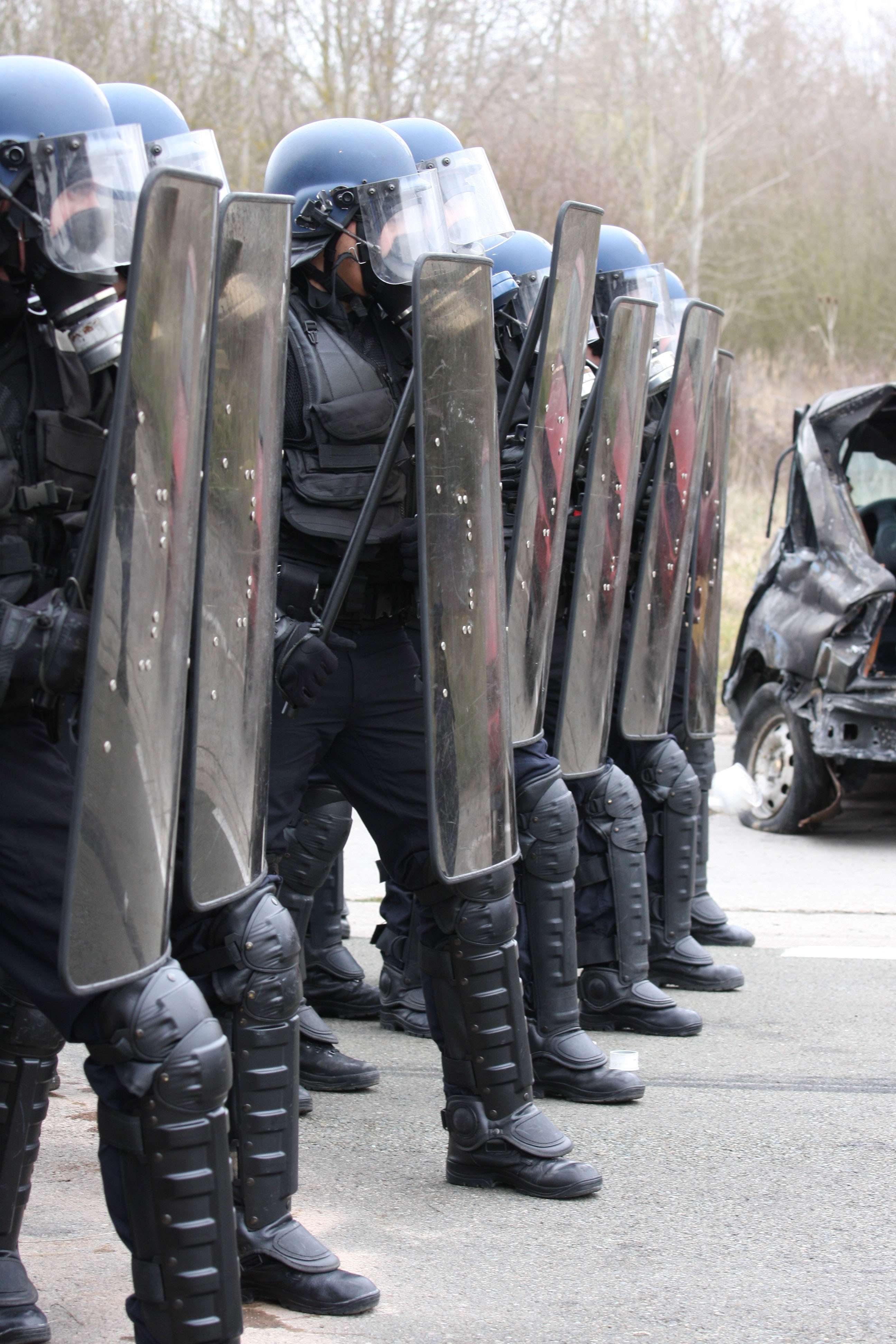
Maintien de l'ordre.
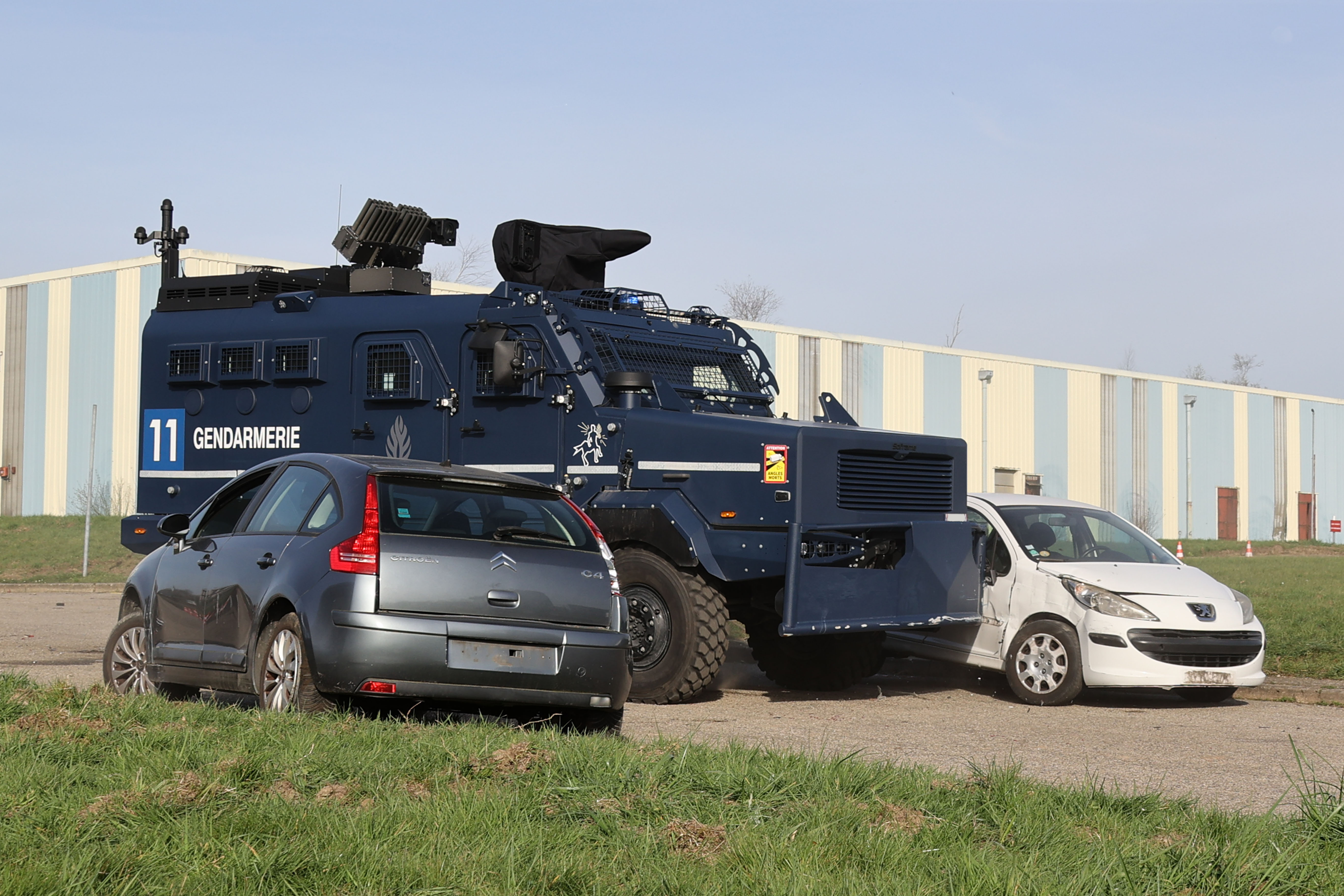
VIPG poussant des véhicules lors d'une présentation

## Histoire
Le GBGM est l'héritier du groupe spécial autonome formé en 1933 au sein de la garde républicaine mobile (GRM).

### Le groupe spécial de garde républicaine mobile

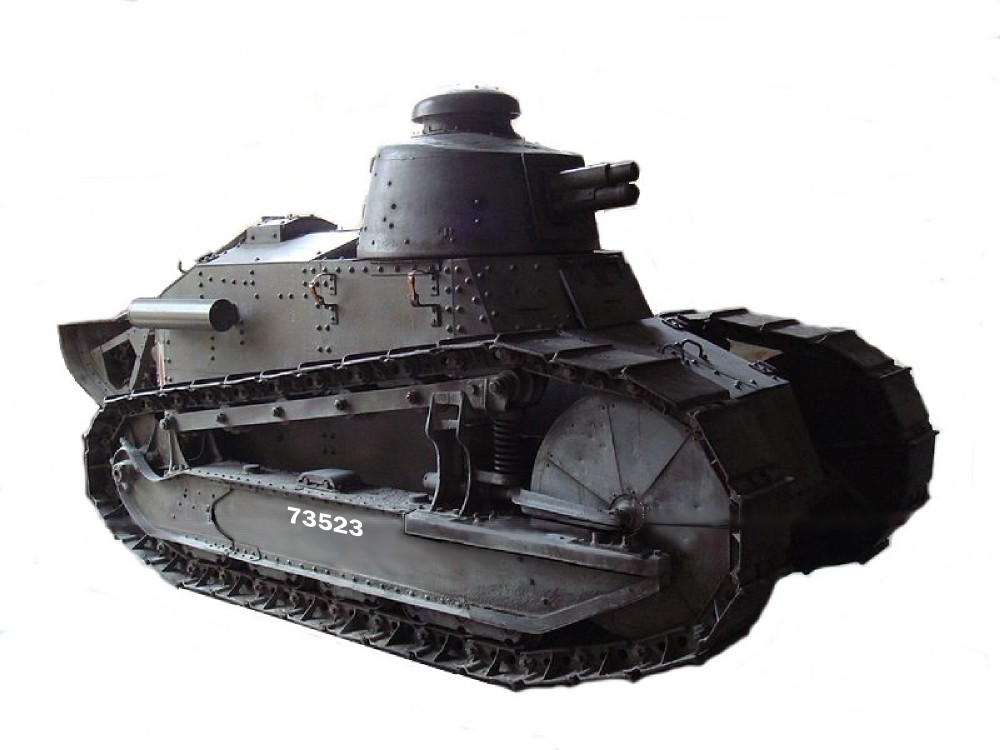
Char Renault FT.

Un groupe spécial autonome est formé  en 1933 au sein de la garde républicaine mobile (GRM). Composée d’un état major, de deux compagnies de chars Renault FT et d’une compagnie d’automitrailleuses AMC Schneider P16, cette unité constitue une réserve gouvernementale mais elle reçoit également une mission d'instruction. Ses compagnies participent également aux services ordinaires de maintien de l’ordre ainsi qu'aux autres missions de la GRM.
Le 1er avril 1934, l'unité est rattachée à la 1re légion de garde républicaine mobile et son appellation est raccourcie pour devenir simplement : Groupe spécial de garde républicaine mobile,. Le groupe redevient autonome le 1er avril 1940. Il est dissous le 1er septembre 1940.
Le groupe spécial de Satory met également en œuvre à partir de 1935 un peloton de motocyclistes chargé d’assurer l’escorte du président de la République et des hautes personnalités françaises et étrangères. Cette unité est l’ancêtre de l’actuel escadron motocycliste de la garde républicaine.

### La Seconde Guerre mondiale et le45eBCCG

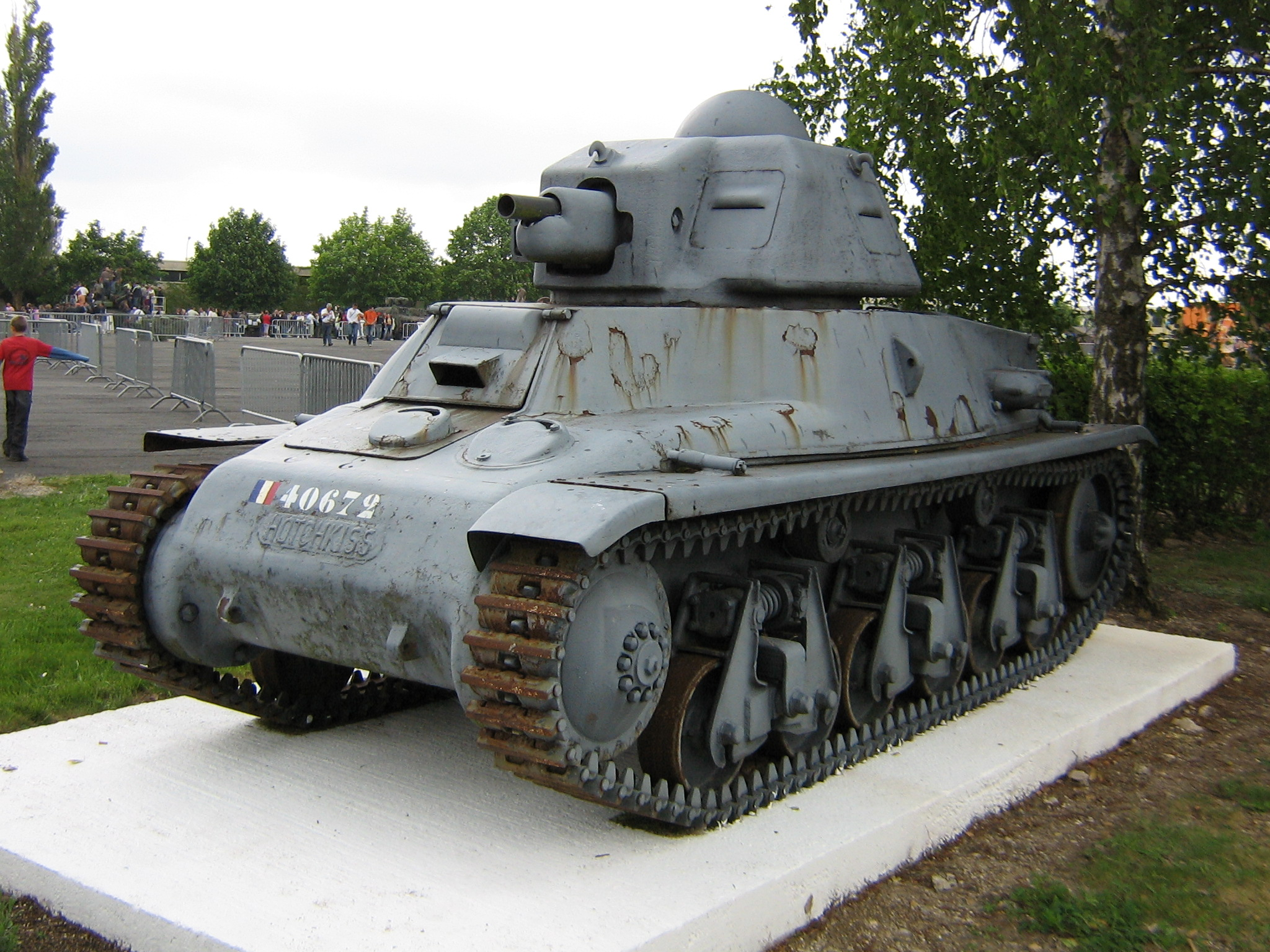
Char Hotchkiss H-39 au camp de Mourmelon.

Le 13 novembre 1939, la gendarmerie active le 45e bataillon de chars de combat de la gendarmerie (45e BCCG), unité créée sous le commandement du chef d'escadron de gendarmerie Bézanger à partir du Groupe spécial de Satory. Le 45e bataillon est constitué de personnels volontaires en provenance de la GRM, de la GRP et de la gendarmerie départementale, complétés par des personnels de l'armée de terre, notamment du 505e régiment de chars de combat de Vannes.
Équipée de chars légers Hotchkiss H39, l'unité sera engagée dans les Ardennes au sein de la 3e division cuirassée à Sy et Stonne et Tannay, perdant 30 tués, 4 disparus et 59 blessés en 37 jours de combat. Le 45e BCCG sera cité à l'ordre de l'armée.
Le 19 janvier 1971, deux quartiers du camp de Satory seront baptisés en l'honneur du capitaine Louis Delpal et de l'adjudant-chef Moïse Guichard, tombés lors des combats de 1940. Le GBGM perpétue également le souvenir du 45e BCCG dans sa salle de traditions.
Le groupe, redevenu Groupe spécial autonome de garde républicaine mobile lors de la création du 45e BCCG (dont il est devenu l'unité de dépôt), est dissous le 1er septembre 1940.

### L'après-guerre: garde républicaine puis gendarmerie mobile

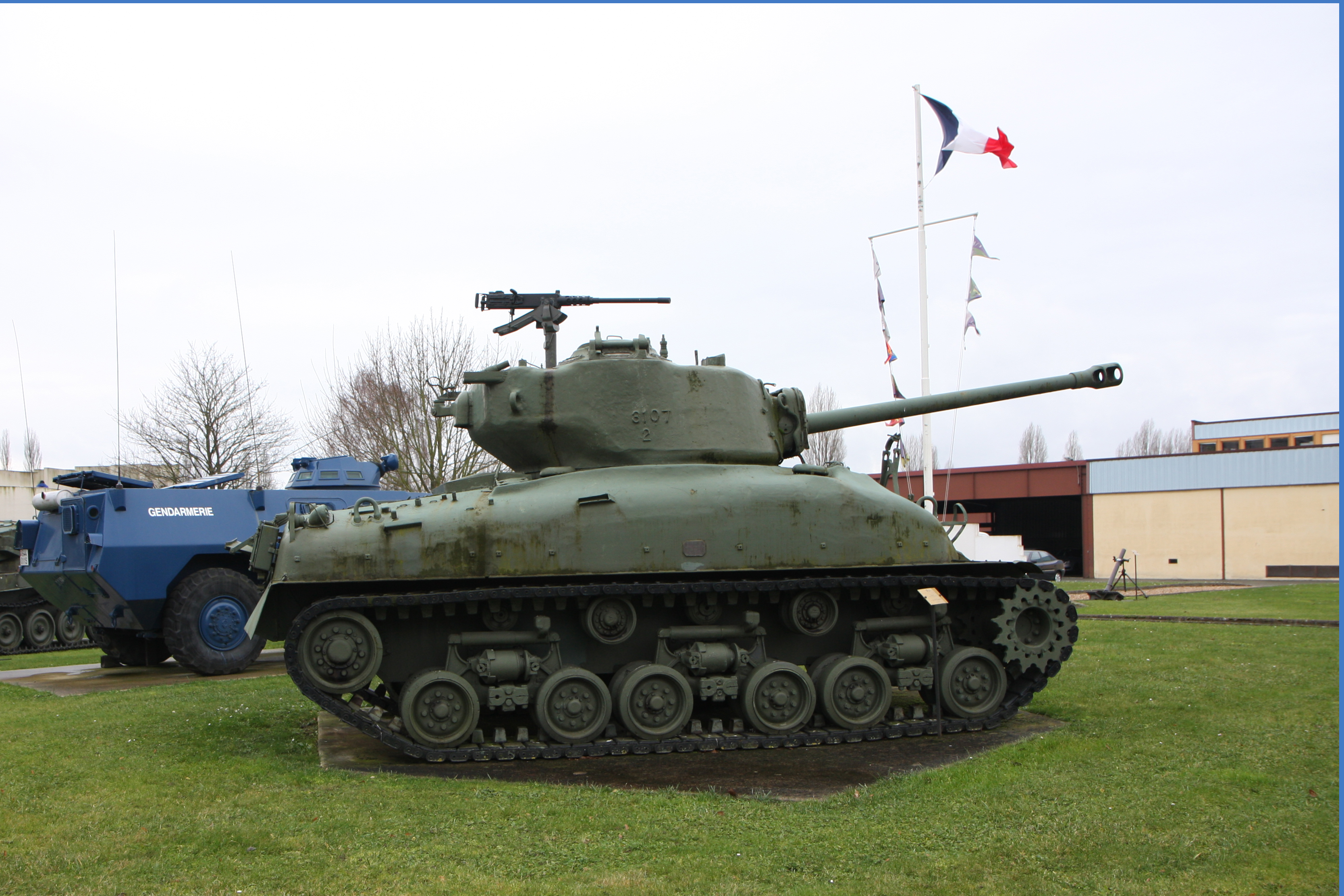
Char Sherman devant un VBRG.

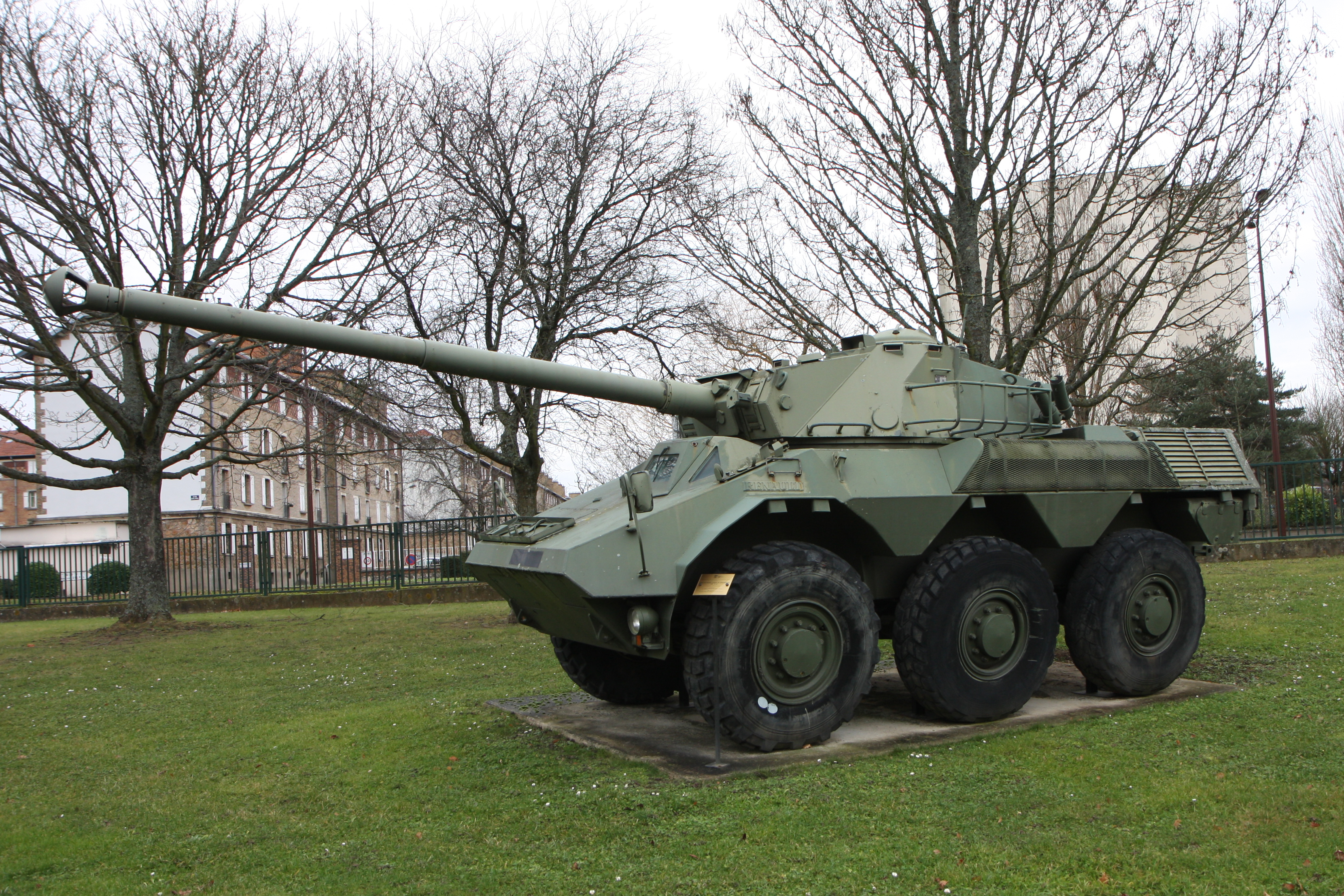
VBC-90.

En novembre 1944, une nouvelle unité blindée de Gendarmerie est créée à Satory  sous l'appellation de 2e groupe de la 23e légion de garde républicaine et dotée de chars M4A2 et M4A4 Sherman. À partir de 1947, l’unité reçoit progressivement des modèles plus récents (M4A1 et M4A1E8) ainsi que des half-tracks véhicules blindés semi-chenillés, pour le transport de troupes) et des automitrailleuses AMM8.
Le 1er octobre 1951 l'unité devient le premier groupe blindé de garde républicaine, administré par la 1re légion bis. Il comporte alors deux escadrons de chars M4A1 et M4A1E8. Ce groupe blindé devient autonome le 1er janvier 1952.
Le 9 février 1954, le premier hélicoptère de la gendarmerie, un Bell 47, est affecté au groupe blindé de Satory. La section d’hélicoptères de la gendarmerie et l’atelier central hélicoptères de la gendarmerie seront créés respectivement en 1956 et 1957 et rattachés au 1er groupe blindé de gendarmerie mobile.
Le 1er groupe blindé de garde républicaine devient le 1er groupement blindé de gendarmerie mobile lorsque, par décret du 20 septembre 1954 la garde républicaine devient la gendarmerie mobile.
Le 1er GBGM est déployé en unité constituée pour la seule fois de son histoire au mois d’avril 1961, à la suite du Putsch des généraux d’Alger, pour protéger les principaux organes du pouvoir d’attentats potentiels.
Dès 1962, apparaissent des véhicules plus modernes de la famille AMX-13. Les gendarmes de Satory disposent de la version canon de 75 (36 exemplaires), d'une trentaine de AMX-13 VTT (transport de troupe) qui ont remplacés les half-tracks et de la déclinaison en véhicule de dépannage (cette dernière remplaçant le Sherman M32 Recovery).
Sa modernisation se poursuit avec des dotations en blindés légers Panhard AML 60/90 (AML) en 1970 qui seront retirés du service en 1997 et en véhicules blindés à roues de la gendarmerie (VBRG) à partir de 1974, puis avec 32 véhicules blindés de combat (VBC) de type VBC 90 en 1982 en remplacement des AMX-13.
Un décret du 1er mars 1973 confirme également le rôle du GBGM comme unité combattante dans la défense opérationnelle du territoire (DOT). C'est également en 1973 que la totalité des six escadrons que comporte le groupement à l'époque est regroupée à Satory (auparavant, quatre escadrons étaient implantés respectivement au Plessis-Robinson, à Ivry-sur-Seine, à Malakoff et à Issy-les Moulineaux). Deux escadrons supplémentaires sont affectés au groupement en 1978. En résidence au Plessis-Robinson, ils déménageront pour Satory en 1981-1982. Un neuvième escadron de marche (EGM 9/1), doté de mortiers de 81 mm pour ses missions militaires, sera attribué au groupe en 1981 puis dissous en 1983.
Rebaptisé Groupement blindé de gendarmerie mobile le 1er septembre 1991, il appartient à la Légion de gendarmerie d'Ile-de-France (LGMIF) et ses escadrons sont renumérotés.
| Ancienne numérotation  | Nouvelle numérotation 1991 | Équipement |
| ---------------------- | -------------------------- | ---------- |
| 1er groupe d'escadrons |                            |            |
| Escadron 2/1           | EGM 11/1                   | VBC 90     |
| Escadron 3/1           | EGM 12/1                   | VBC 90     |
| Escadron 4/1           | EGM 13/1                   | AMX 13 VTT |
| Escadron 5/1           | EGM 14/1                   | AMX 13 VTT |
| 2e groupe d'escadrons  |                            |            |
| Escadron 1/1           | EGM 16/1                   | AML        |
| Escadron 6/1           | EGM 17/1                   | VBRG       |
| Escadron 7/1           | EGM 18/1                   | VBRG       |
| Escadron 8/1           | EGM 19/1                   | VBRG       |

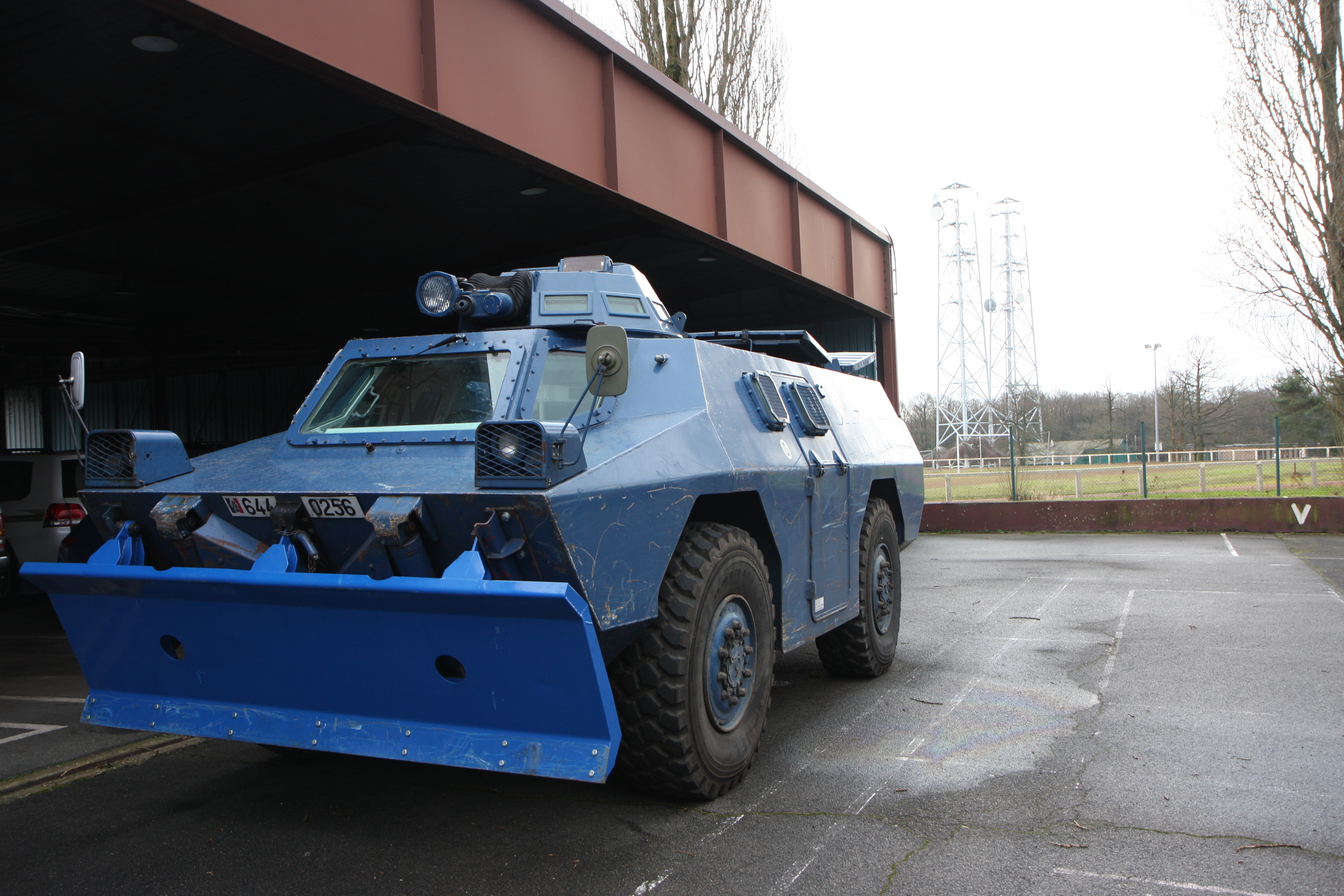
VBRG « lame ».

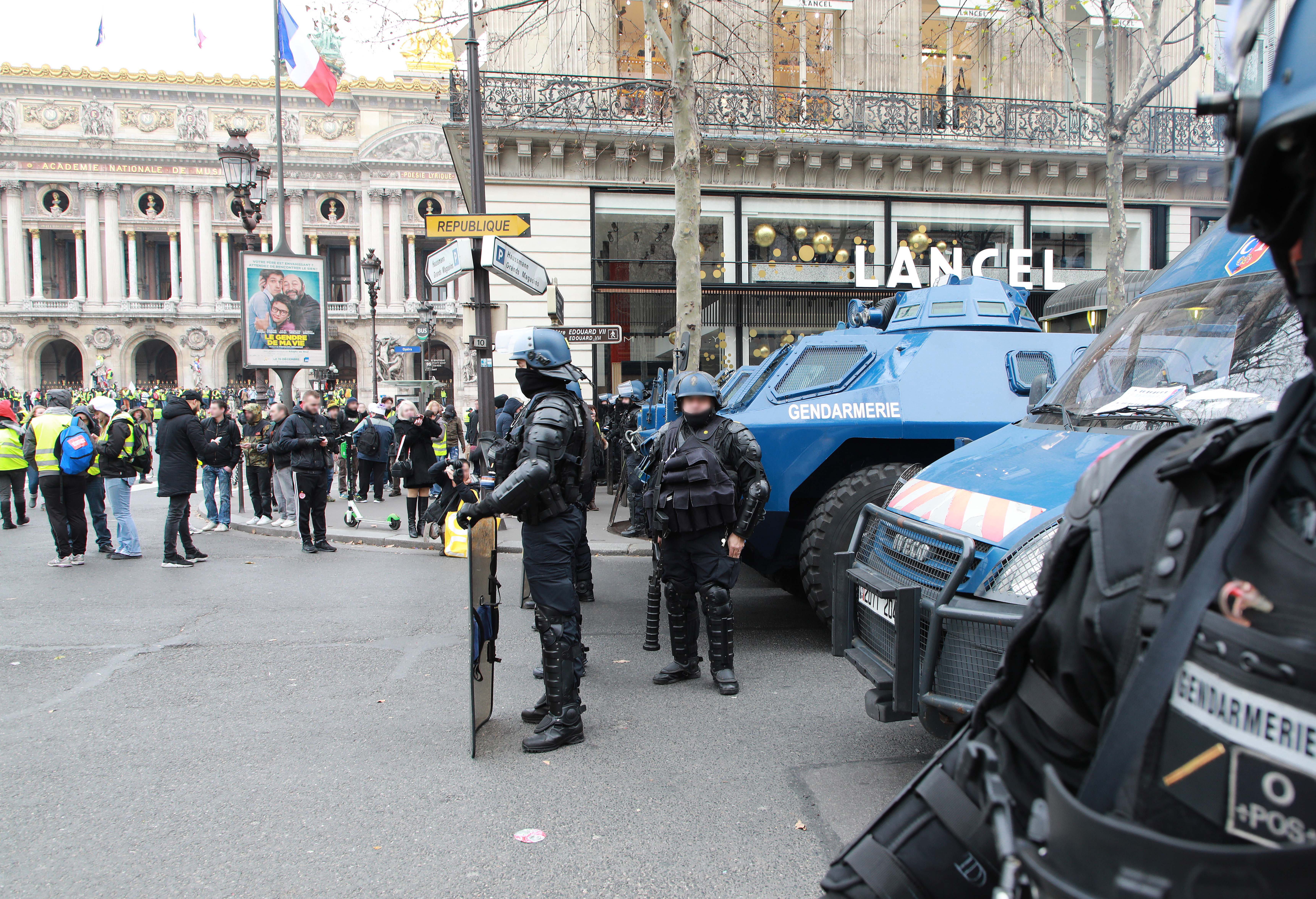
VBRG Place de l'Opéra. Paris, 15 décembre 2018.

Après la dissolution des légions en 2005, le GBGM passe sous l'autorité de la Force de Gendarmerie mobile et d'intervention (FGMI) jusqu'à la dissolution de cette dernière en 2010. Il est maintenant directement subordonné à la région de gendarmerie d’Île-de-France.
Jusqu'au début des années 2000, il est articulé en deux groupes de quatre escadrons chacun (l’un, équipé de VBC 90 ; les trois autres, de VBRG), auxquels s’ajoute un escadron de commandement et de soutien.
| 1997 - 2004 | Équipement |
| ----------- | ---------- |
| Groupe 1/1  |            |
| EGM 11/1    | VBC 90     |
| EGM 13/1    | VBRG       |
| EGM 14/1    | VBRG       |
| EGM 16/1    | VBRG       |
| Groupe 2/1  |            |
| EGM 12/1    | VBC 90     |
| EGM 17/1    | VBRG       |
| EGM 18/1    | VBRG       |
| EGM 19/1    | VBRG       |

| 2025 -   | Équipement |
| -------- | ---------- |
| EGM 11/1 | VIPG       |
| EGM 12/1 | VIPG       |
| EGM 13/1 | VIPG       |
| EGM 14/1 | VIPG       |
| EGM 16/1 | VIPG       |
| EGM 17/1 | VIPG       |
| EGM 18/1 | VIPG       |

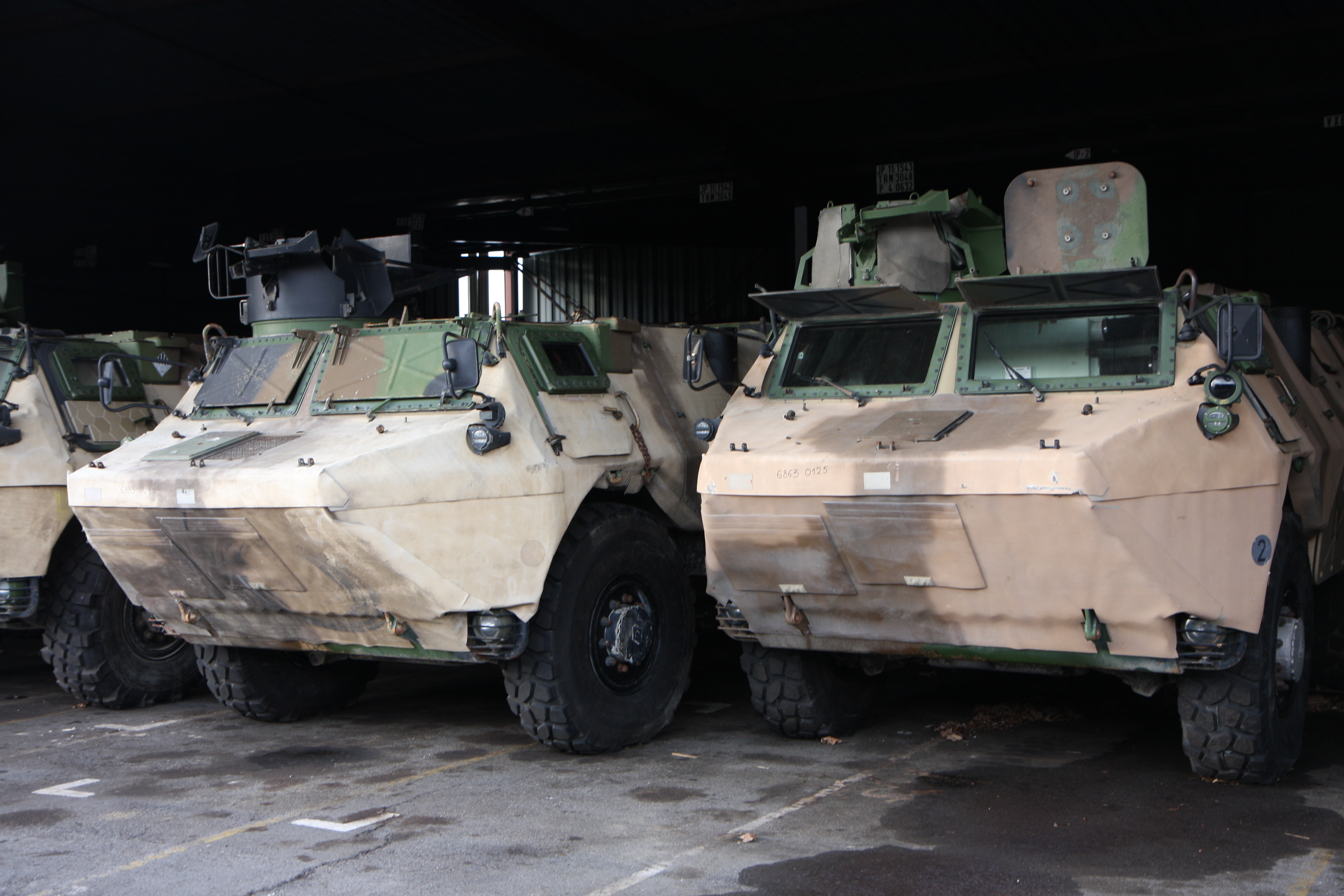
VAB de la gendarmerie à Satory.

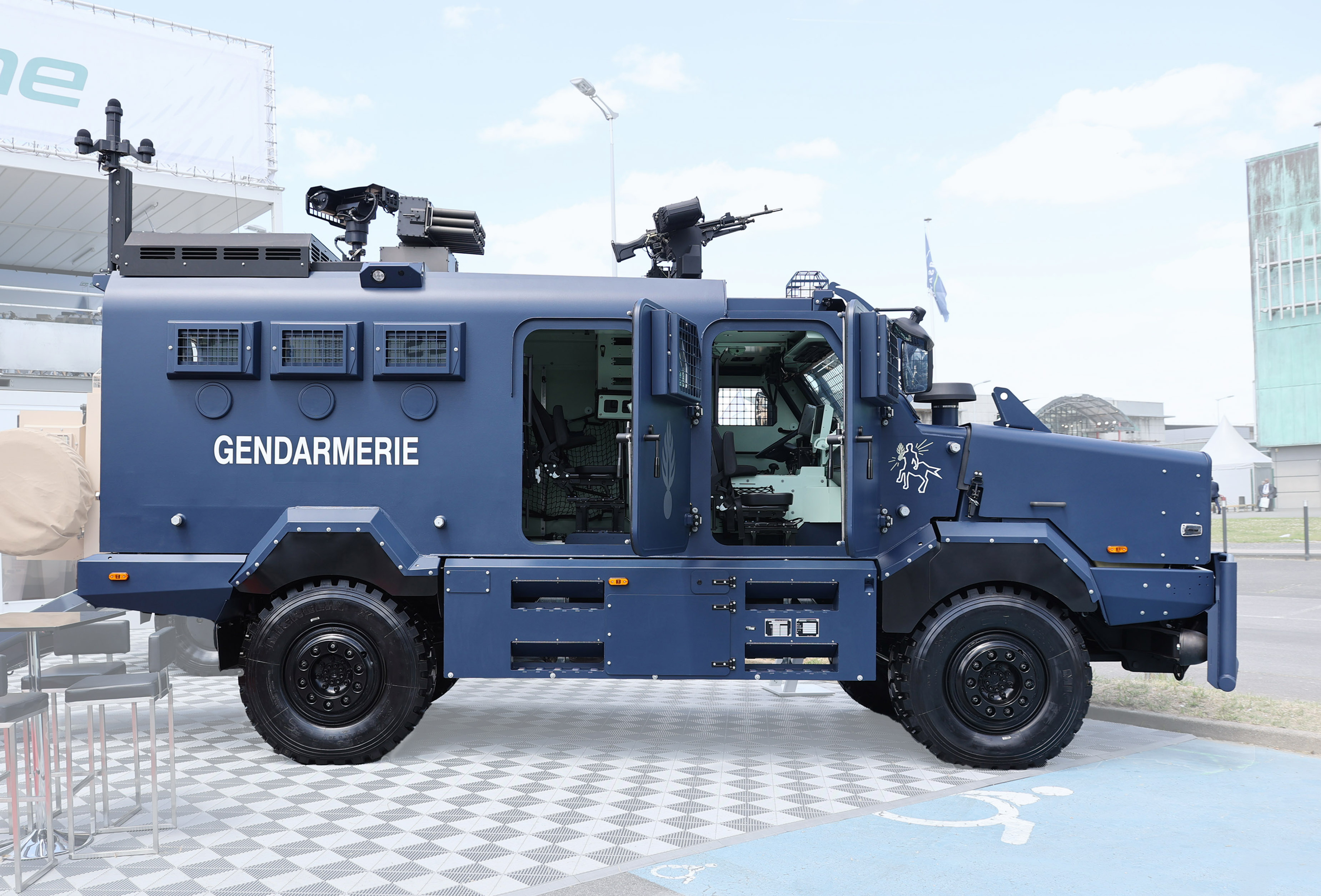
VIPG Centaure

Entre le retrait des VBC 90 en 2004 et l'arrivée du premier VIPG en septembre 2022 (voir ci-dessous), ses escadrons sont tous équipés de VBRG. Le nombre d'escadrons blindés a été réduit à sept depuis la dissolution de l'escadron 19/1 le 1er octobre 2010 dans le cadre de la Révision générale des politiques publiques.
À noter que la gendarmerie a également acquis auprès de l’armée de terre une vingtaine de véhicules de l’avant blindés (VAB) pour emploi en Afghanistan par les escadrons - du GBGM et des autres groupements de gendarmerie mobile - déplacés sur ce théâtre. Ces engins ont depuis été rapatriés à Satory et sont sous la responsabilité du GBGM. Certains d'entre eux ont été déployés en Nouvelle-Calédonie en 2017.
À noter enfin que, de 2003 à 2013, le GBGM comportait une Equipe Sportive Militaire de Haut Niveau (ESMHN).
Les samedis 8 et 15 décembre 2018, à la suite des violences de l'acte III lors des manifestations du mouvement des Gilets jaunes, des VBRG sont engagés dans le dispositif opérationnel de la Préfecture de Police de Paris. Ce dispositif est renouvelé lors de certaines des manifestations suivantes du mouvement en 2019.
En novembre 2020, un VBRG et un VAB T-20/13 (version armée de l'Air), entièrement rétrofités dans une version « maintien de l'ordre », sont livrés au groupement par la société Omat.
Dans le cadre du remplacement des VBRG, le Ministère de l'Intérieur a confirmé le 27 octobre 2021 à la société Soframe la notification d'un contrat pour la fourniture de 90 véhicules blindés de maintien de l’ordre (VBMO) basé sur leur modèle ARIVE (ARmoured Infantry VEhicle ou véhicule blindé d'infanterie),. Un véhicule a été livré au 1er semestre 2022, les véhicules restants devant être commandés dès validation de cette tête de série. L'appellation et le nom retenus sont Véhicule d'intervention polyvalent (VIPG) Centaure .
Le GBGM a pris possession de son premier VIPG Centaure opérationnel à la fin de l'année 2022.

### Distinctions
Le 10 novembre 2011, le ministre de la défense Gérard Longuet, cite le GBGM à l'ordre de l'armée et lui attribue la Croix de la valeur militaire avec palme de bronze au titre de ses actions de combat en Afghanistan (Opération Pamir), au Kosovo et en Côte d'Ivoire (Opération Licorne)
Texte de la citation : « Unité qui, en 2011 au cours de différentes opérations extérieures, s'est particulièrement distinguée dans l'accomplissement des missions qui lui ont été confiées. Ayant participé à de nombreuses actions de combat en Afghanistan, au Kosovo et en Côte d’Ivoire, a montré une détermination sans faille qui lui a permis de mener à bien l’ensemble de ses missions dans des contextes particulièrement dégradés et dangereux. En Afghanistan, au cours de l’opération « Pamir », intégrée au sein du dispositif militaire international, a contribué à la sécurisation des axes empruntés par les forces, à la professionnalisation de la police afghane et à son déploiement au sein des zones rebelles. Au Kosovo, déployée sur une zone tampon, a permis, en mettant judicieusement en œuvre ses capacités blindées, de limiter les affrontements inter-ethniques et d’empêcher une exacerbation des tensions au cours de missions sensibles de rétablissement de l’ordre, et au prix de nombreux blessés dans ses rangs. Engagée également aux côtés des unités en Côte d’Ivoire au cours de l’opération « Licorne » a, par la mise en œuvre pertinente de ses moyens et savoir-faire, contribué à assurer la protection des emprises diplomatiques et des ressortissants français menacés notamment dans la ville d’Abidjan. Unité opérationnelle particulièrement performante, a fait preuve de forces morales exemplaires et de qualités tactiques remarquables lors de ses engagements sur ces différents théatres d’opérations extérieurs. Pour son action déterminante, mérite d’être cité en exemple.» Cette citation comporte l’attribution de la Croix de la Valeur Militaire avec palme de Bronze.

Anciens matériels du GBGM
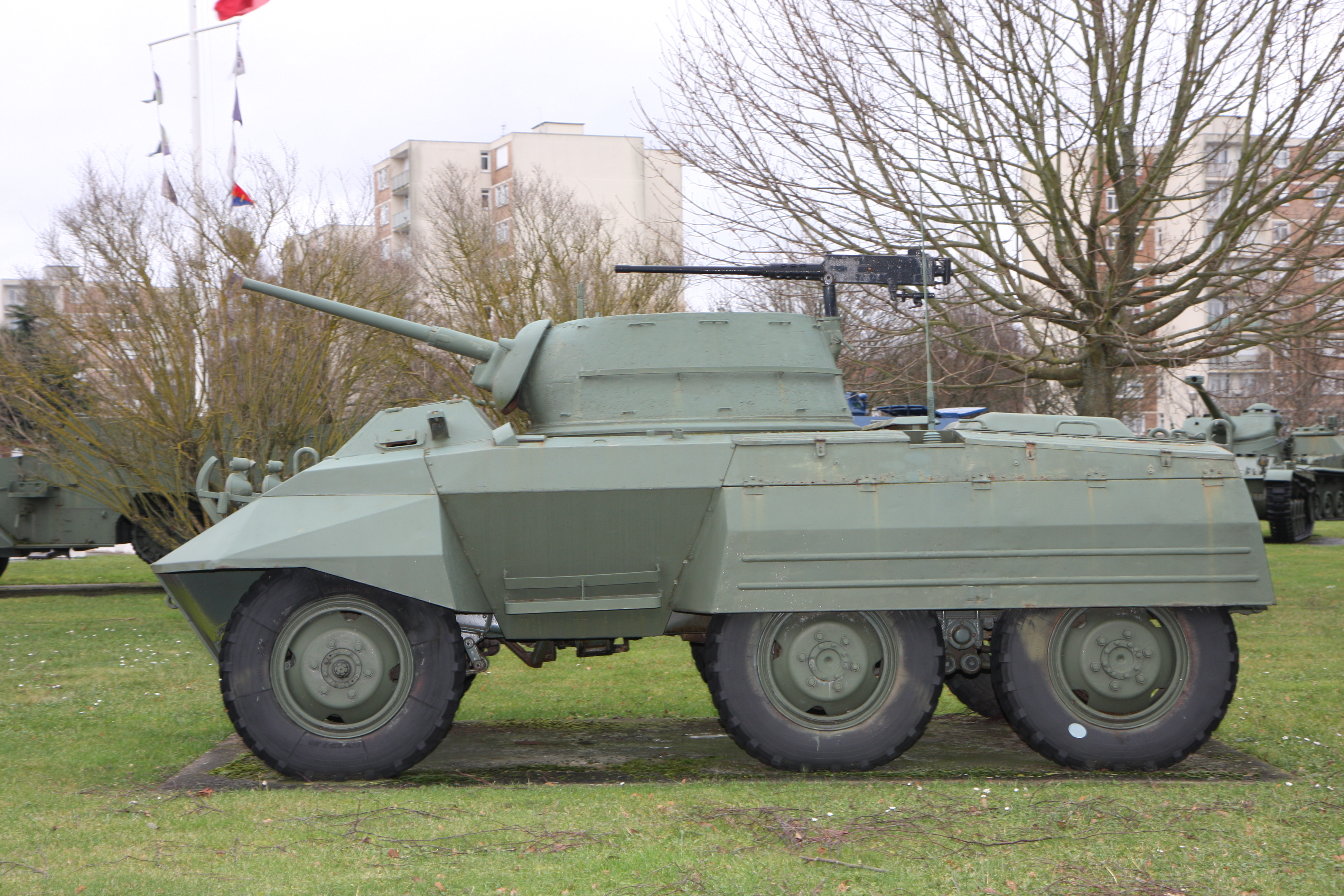
Automitrailleuse AMM8.
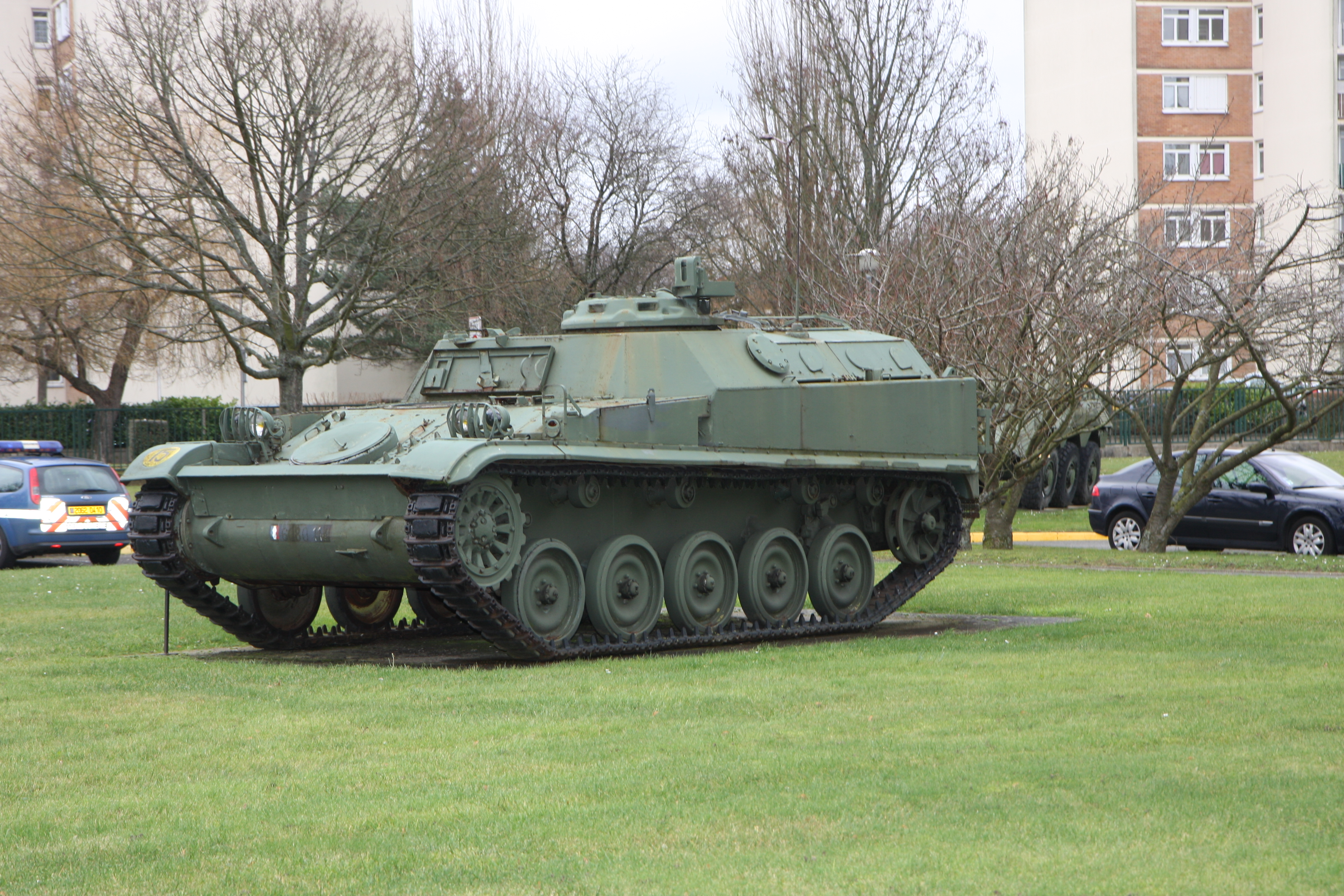
AMX-13 VTT.
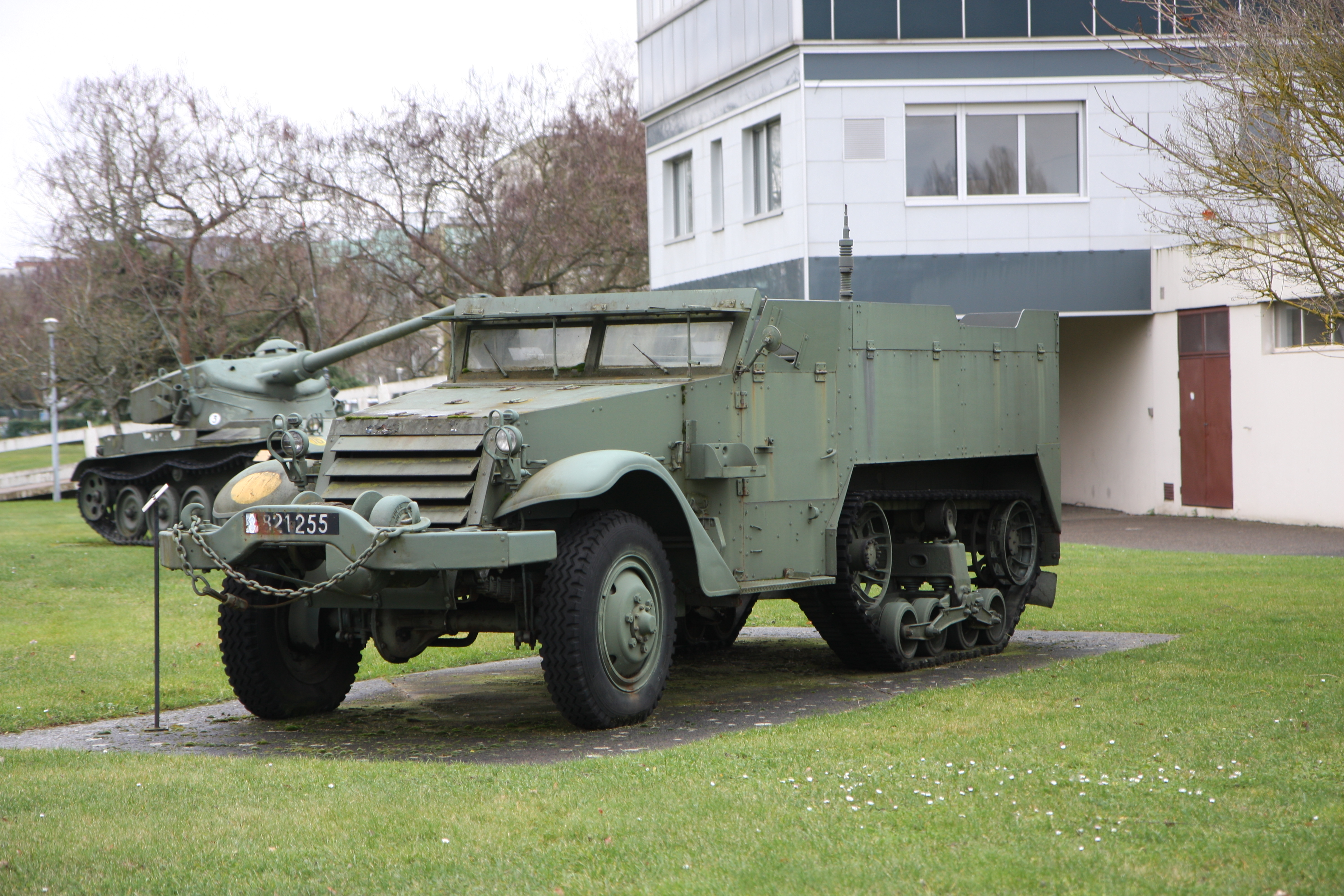
Half-Track.
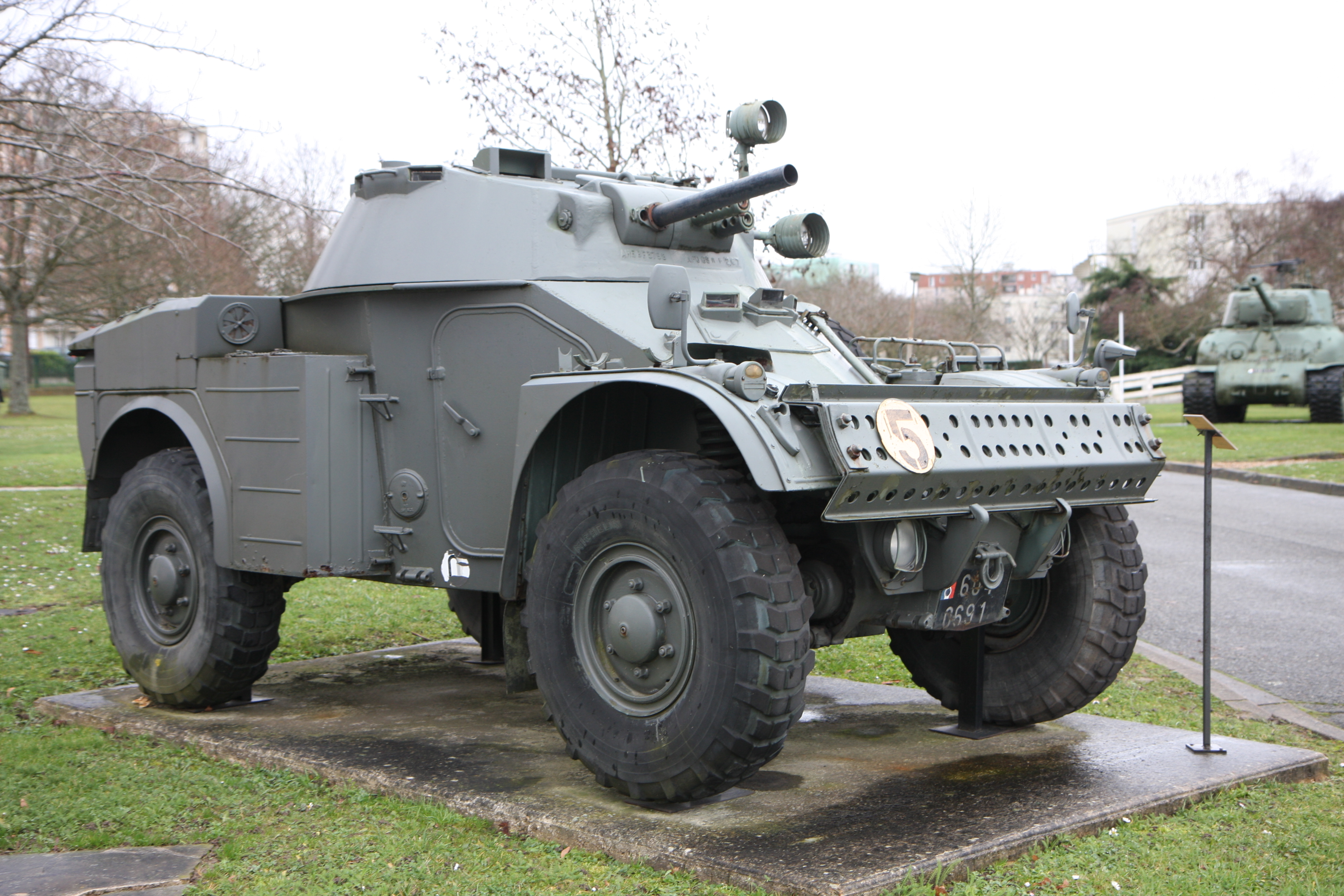
AML-60.
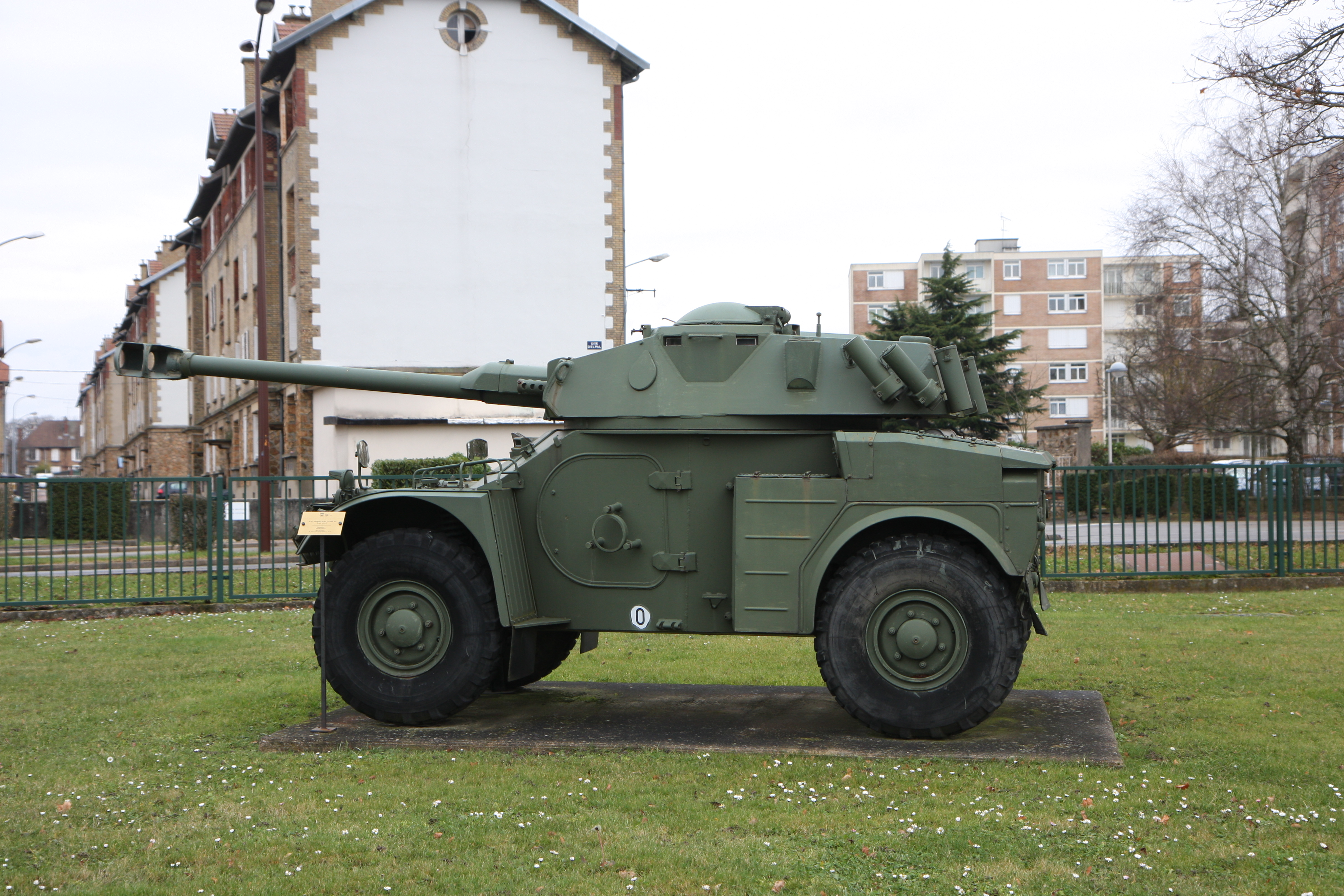
AML-90.
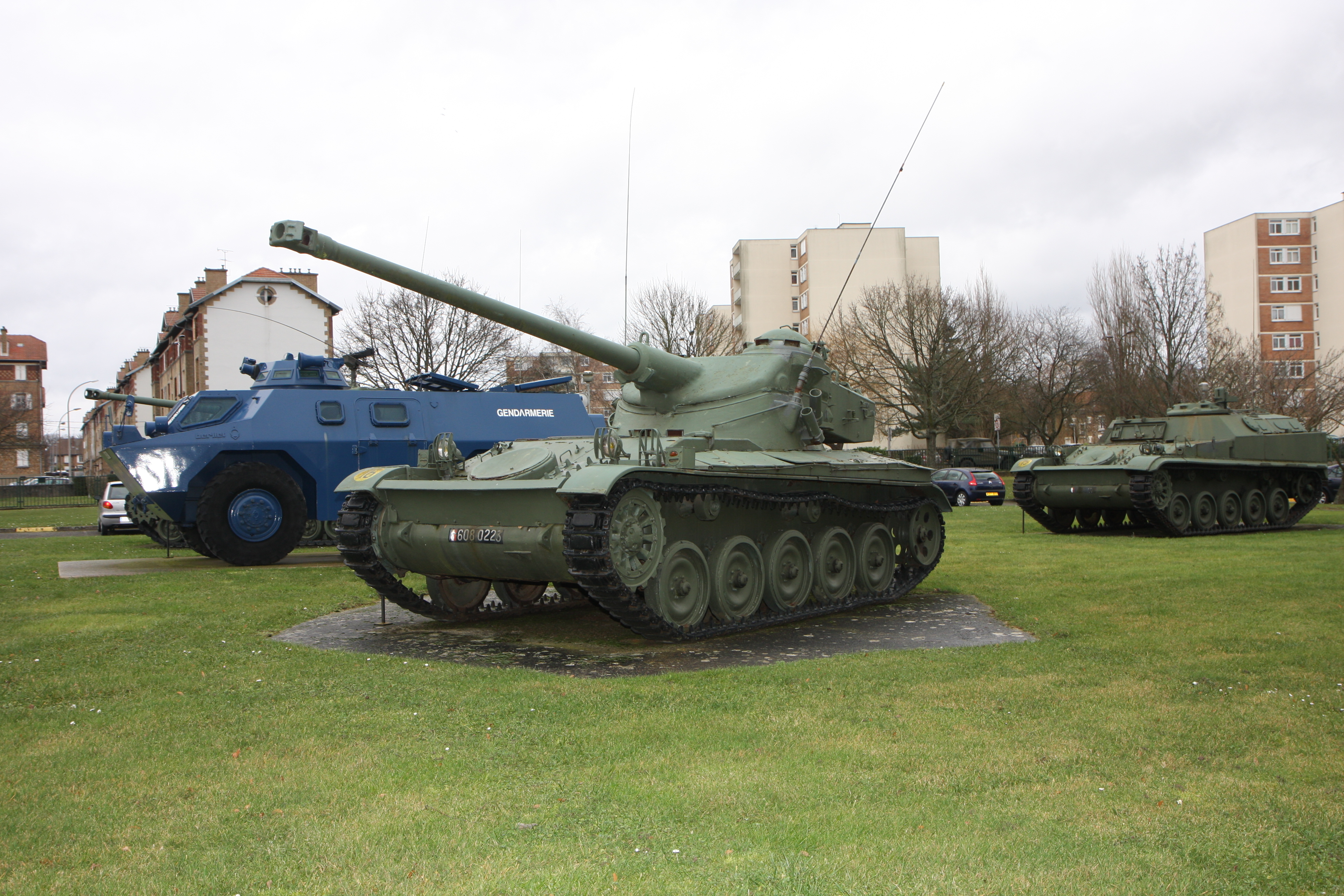
Char et VTT AMX-13 devant un VBRG.

### Dénominations et chefs de corps
Depuis sa création, en 1933, le groupement blindé de la Gendarmerie nationale a connu plusieurs dénominations successives. Le tableau ci-dessous présente ces appellations ainsi que le nom du chef de corps.
- Groupe Spécial Autonome (1933-1934)
  - 1933-34 lieutenant-colonel Piquet
- Groupe Spécial de la Garde Républicaine Mobile (1934-1940)
  - 1934-35 lieutenant-colonel Lavit
  - 1936-37 lieutenant-colonel Durand
  - 1938-40 lieutenant-colonel Barrière
- Groupe Spécial Autonome (1940)
  - 1940 colonel Barrière
- 2e Groupe de la 23e Légion de la Garde Républicaine (1945-1946)
  - 1945 chef d'escadron Monmasson
  - 1946 chef d'escadron Dupuy
- 2e Groupe de la 1re Légion bis de la Garde Républicaine (1946-1951)
  - 1946-1947 chef d'escadron Dupuy
  - 1947-1951 chef d'escadron Delpal

- 1er Groupe Blindé de la Garde Républicaine (1951-1954)
  - 1952-1956 colonel Faverot
  - 1957-1958 colonel Crozafon
  - 1958-1960 colonel Fouché
  - 1960-1965 colonel Bonardi
  - 1965-1967 colonel Héraud

- 1er Groupement Blindé de Gendarmerie Mobile (1954-1991)
  - 1967-1969 colonel Héraud
  - 1969-1973 colonel Rigaud
  - 1974-1978 colonel Bertagnolio
  - 1978-1980 colonel Boulé
  - 1980-1986 colonel Dupouy
  - 1986-1988 colonel Baustert
  - 1988-1990 colonel Lapeyronie
  - 1990-1991 colonel Decubber
- Groupement Blindé de Gendarmerie Mobile (depuis 1991)
  - 1991-1993 colonel Decubber
  - 1993-1995 colonel Norois
  - 1995-1997 colonel Lacroix
  - 1997-2001 colonel Vicaire
  - 2001-2005 colonel Duflot
  - 2005-2007 colonel Cailloz
  - 2007-2011 colonel Noailles
  - 2011-2015 colonel Lejeune
  - 2015-2018 colonel Clerc
  - 2018-2022 général de brigade Watremez
  - 2022-  général de brigade Daniel [1]

Le 45e bataillon de chars, qui était une unité distincte, était commandé en 1939-40 par le chef d'escadron Martial Bezanger.